# Calvin Brock
Calvin Brock (ur. 22 stycznia 1975 w Charlotte) – amerykański bokser wagi ciężkiej.

## Kariera amatorska
Brock zaczął boksować w wieku dwunastu lat. Jego bilans walk jako amatora wynosi 147 wygranych i 38 porażek. W 1999 był amatorskim mistrzem Stanów Zjednoczonych w kategorii superciężkiej. W 2000 pojechał na Igrzyska Olimpijskie w Sydney, jednak nie odniósł tam sukcesu, przegrywając już w swojej pierwszej turniejowej walce z Paolo Vidozem.
Obok kariery bokserskiej Brock studiował też zarządzanie na Uniwersytecie Karoliny Północnej w Chapel Hill. Po ukończeniu studiów przez dziewięć miesięcy pracował w Bank of America.

## Kariera zawodowa
Zawodową karierę rozpoczął w 2001, ale pierwsze poważniejsze przeszkody na swojej drodze napotkał w 2005. Najpierw w styczniu już w trzeciej rundzie pokonał Clifforda Etienne, a następnie w kwietniu – na punkty – Jameela McCline. Udany rok zakończył zwycięstwem nad Davidem Bostice'em.
W lutym 2006 zmierzył się z Zurim Lawrence'em. Znokautował go w szóstej rundzie, a cios ten uznany został przez Ring Magazine za nokaut roku. W następnej walce jego rywalem był niepokonany do tej pory Timor Ibragimow. Brock wygrał na punkty. Walka toczyła się w skrajnych warunkach – na świeżym powietrzu w Las Vegas, gdzie temperatura wynosiła 38 °C.
11 listopada 2006 Brock stanął przed szansą zdobycia mistrzowskiego pasa organizacji IBF. W walce z obrońcą tytułu Wołodymyrem Kłyczką przegrał jednak przez techniczny nokaut w siódmej rundzie. Była to zarazem jego pierwsza porażka w zawodowej karierze.
W 2007 stoczył trzy walki. W marcu  znokautował już pod koniec pierwszej rundy Ralpha Westa, trzy miesiące później pokonał na punkty Alexa Gonzalesa, chociaż w trzeciej rundzie był liczony. Następnie, razem z Aleksandrem Powietkinem, Eddie Chambersem i Chrisem Byrdem, wziął udział w turnieju eliminacyjnym IBF, który ma wyłonić oficjalnego kandydata do walki z mistrzem świata tej organizacji, Władimirem Kliczko. W pojedynku półfinałowym, 2 listopada 2007, przegrał z Chambersem na punkty po niejednogłośnej decyzji sędziów.